# 艾伯特·雷诺
艾伯特·雷诺（英語：Albert Renaud，1920年10月2日—2012年12月19日），加拿大男子冰球运动员，场上位置是前锋。他曾代表加拿大参加1948年冬季奥林匹克运动会冰球比赛，获得一枚金牌。